# Bauhinia acuminata
Баугінія загостренна (Bauhinia acuminata) — вид рослин родини бобові (Fabaceae).

## Будова
Кущ до 3 метрів висоти. Молоді пагони опушені. Прилистки ланцетно-лінійні 5-12 мм довжини, листки овальні 4-11 см, розділені на 1/3 довжини на кінці (двочастковий), схожі на копито вола. Суцвіття 2.5-5.8 см довжини із запашними квітами, що містять 5 пелюсток, тичинки з жовтими пиляками та зеленими тичинковими нитками і довгу вигнуту маточку. Плід — стручок від 7.5 до 15 см довжини та 1.5 ширини.

## Поширення та середовище існування
Росте на гарно дренованих ґрунтах на гарно освітлених місцях. Походить з Малайзії, Індонезії та Філіппін. Наразі широко вирощується людьми у тропічних країнах. Натуралізований в Австралії.

## Галерея

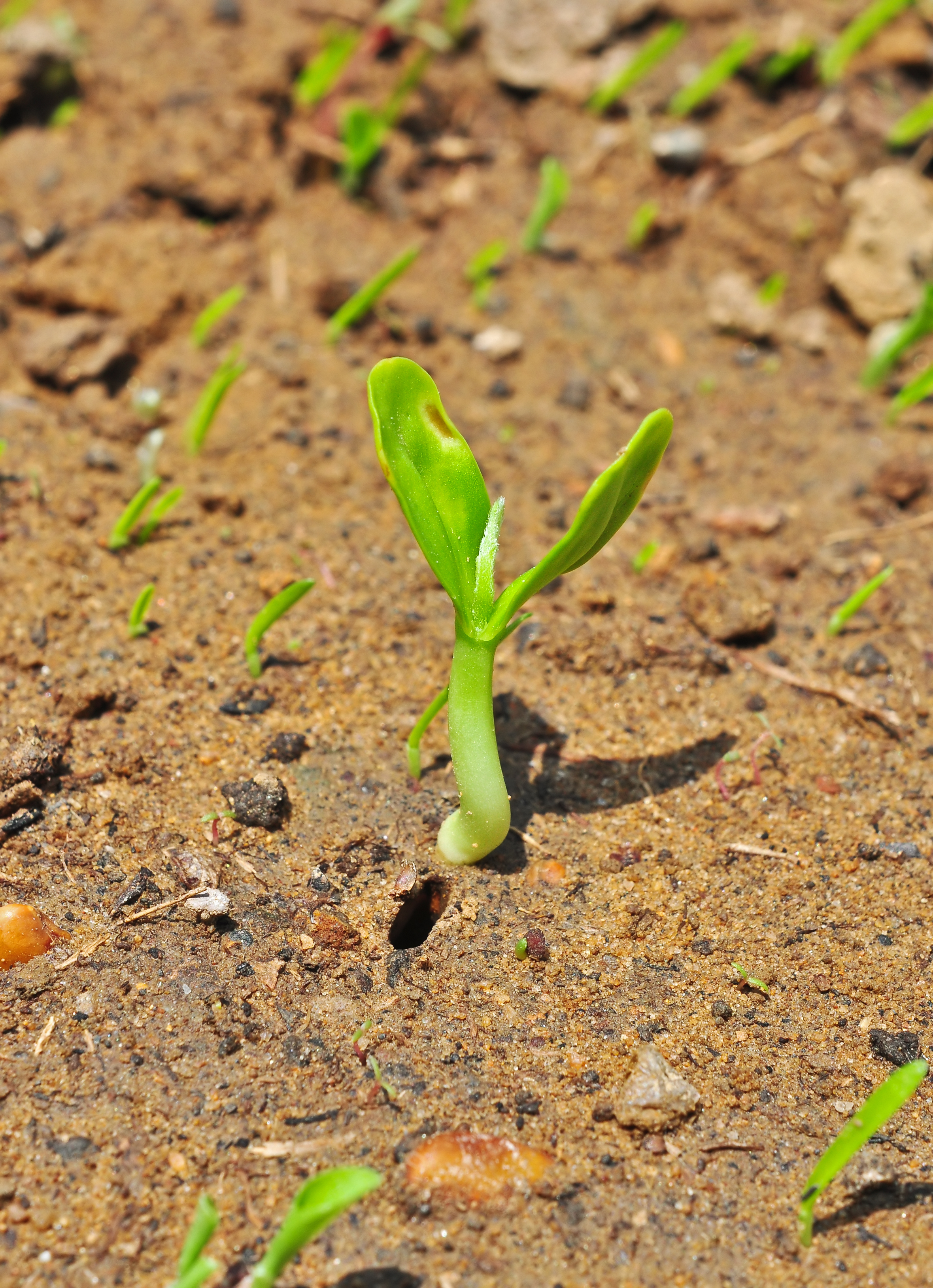
8 денні сходи
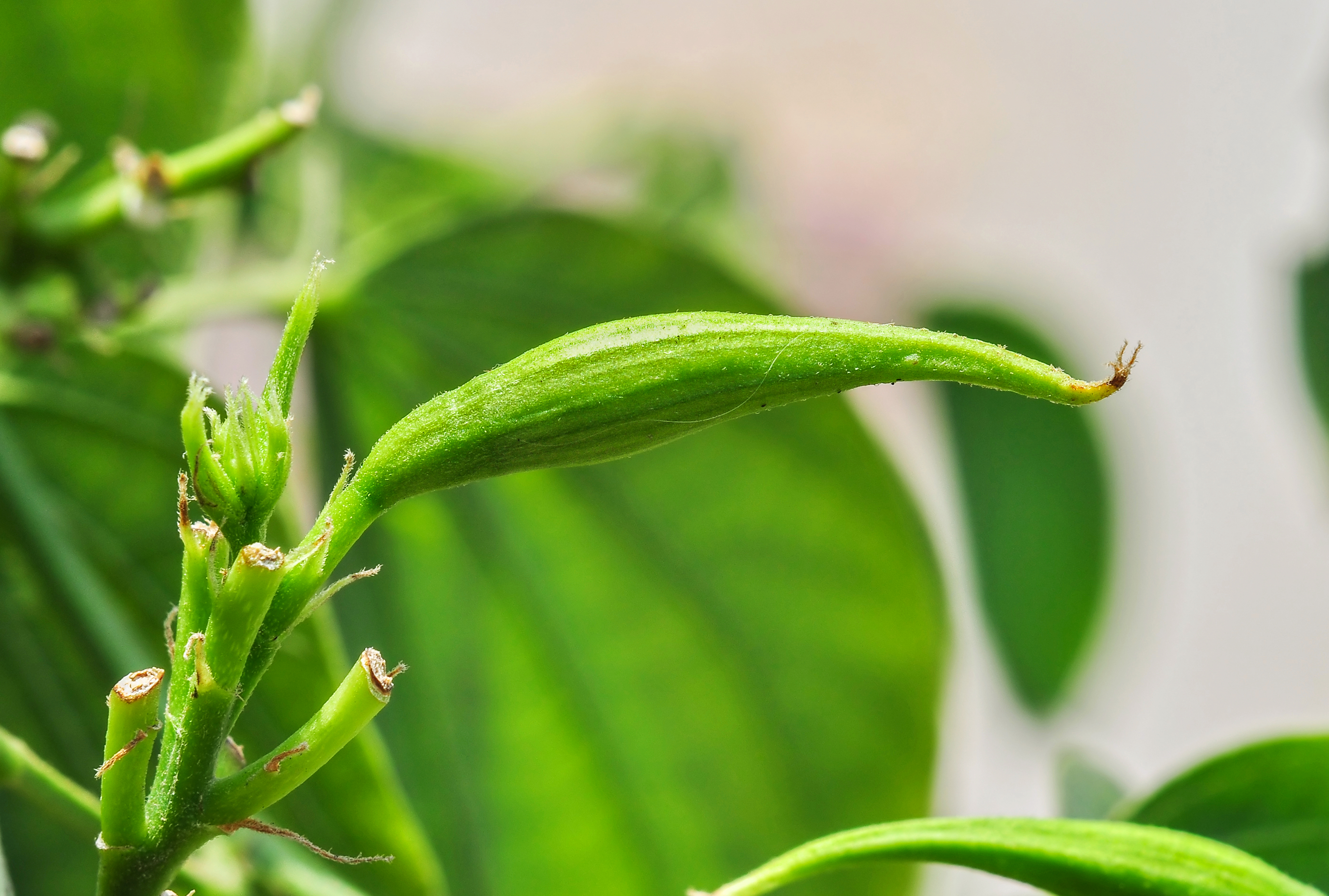
Пу́п’янок
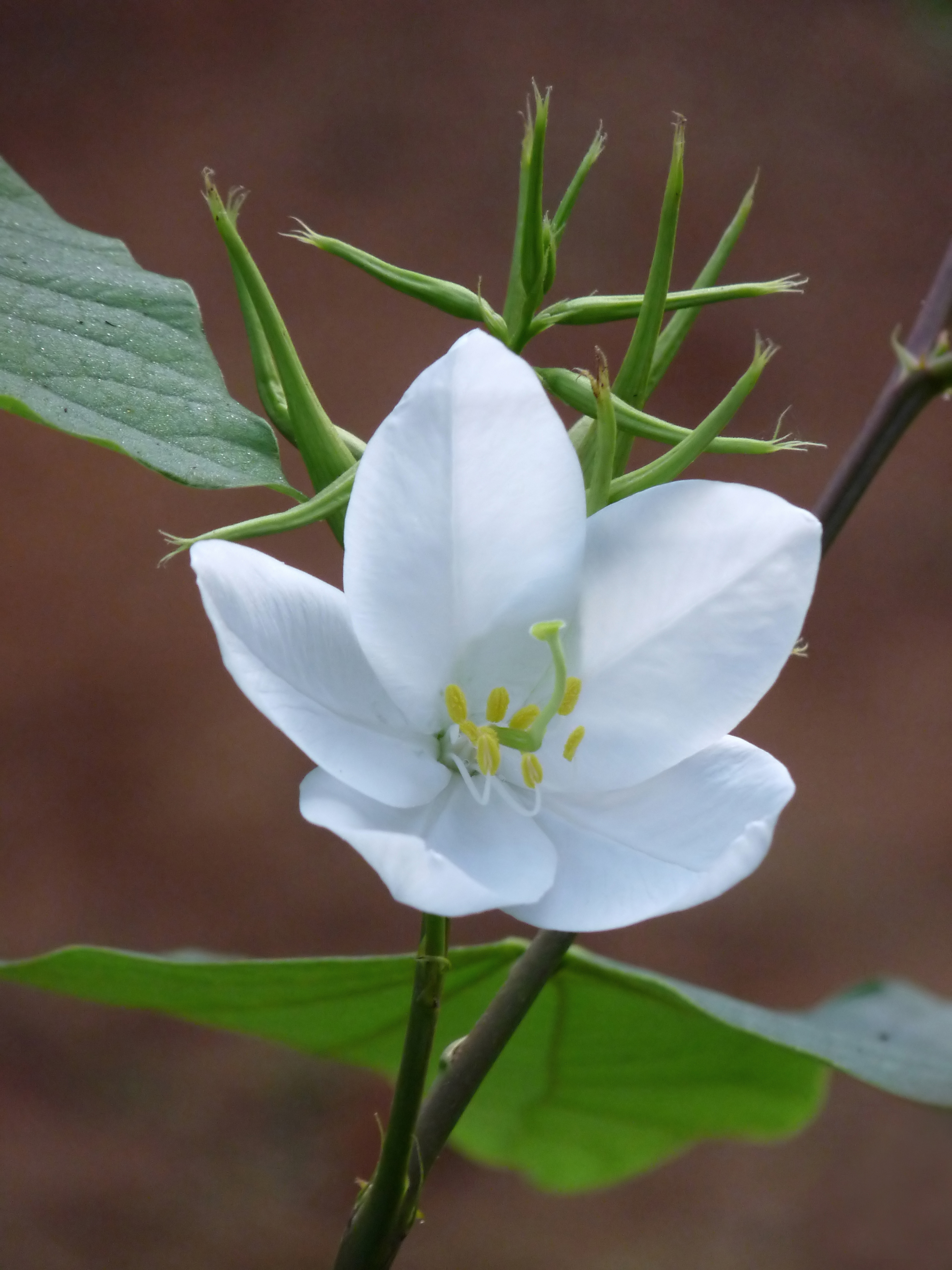
Квітка
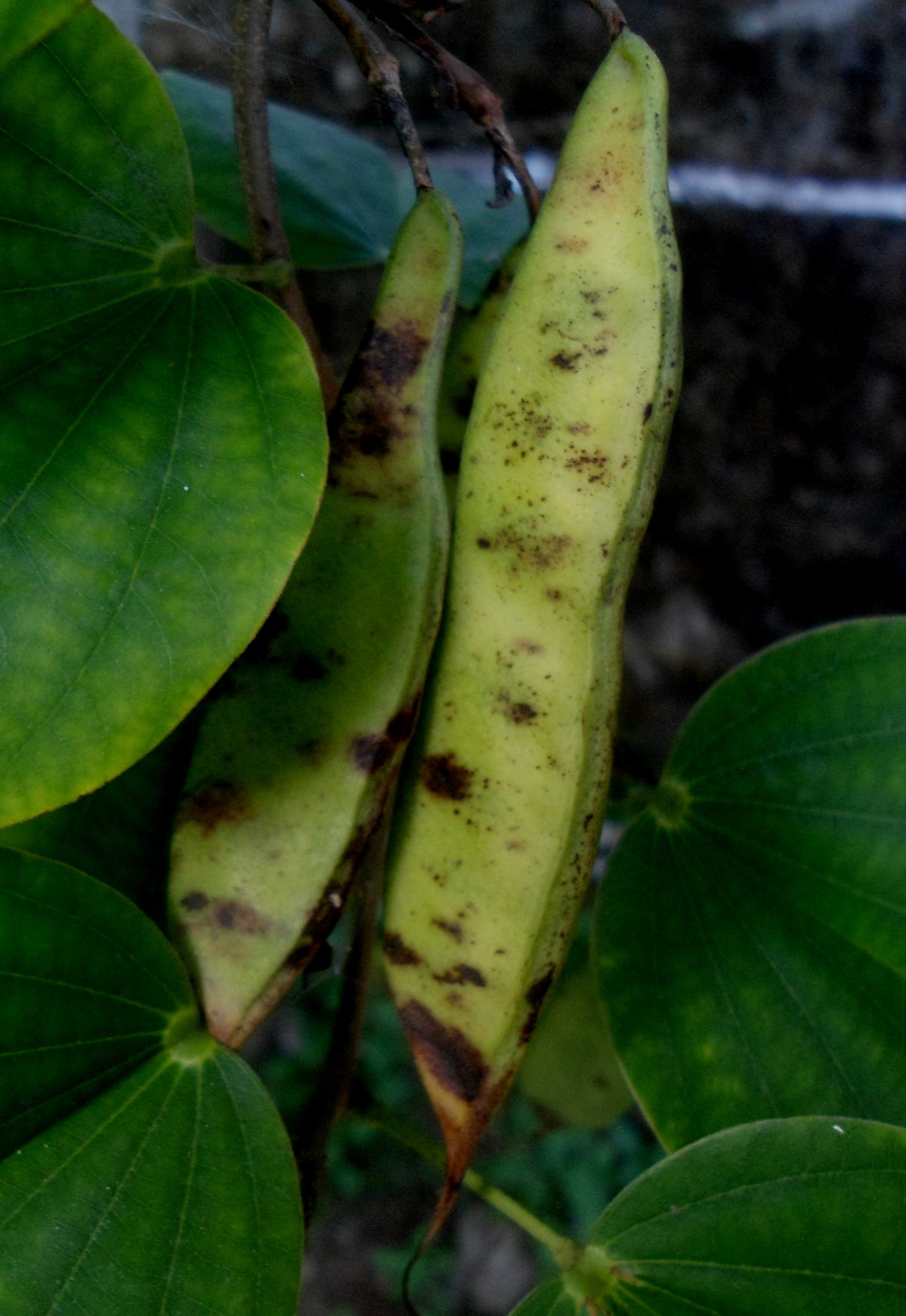
Стручок
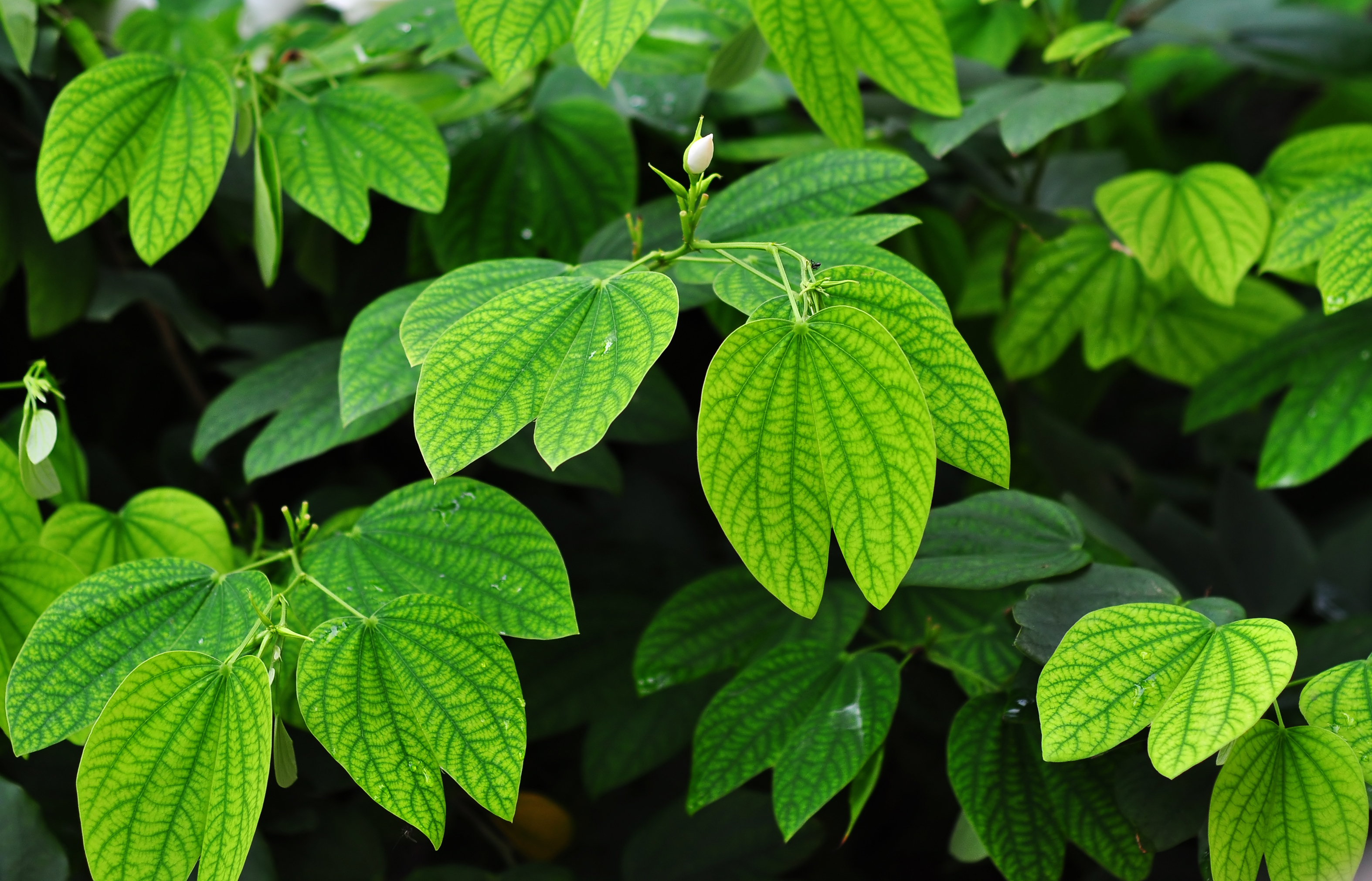
Листя
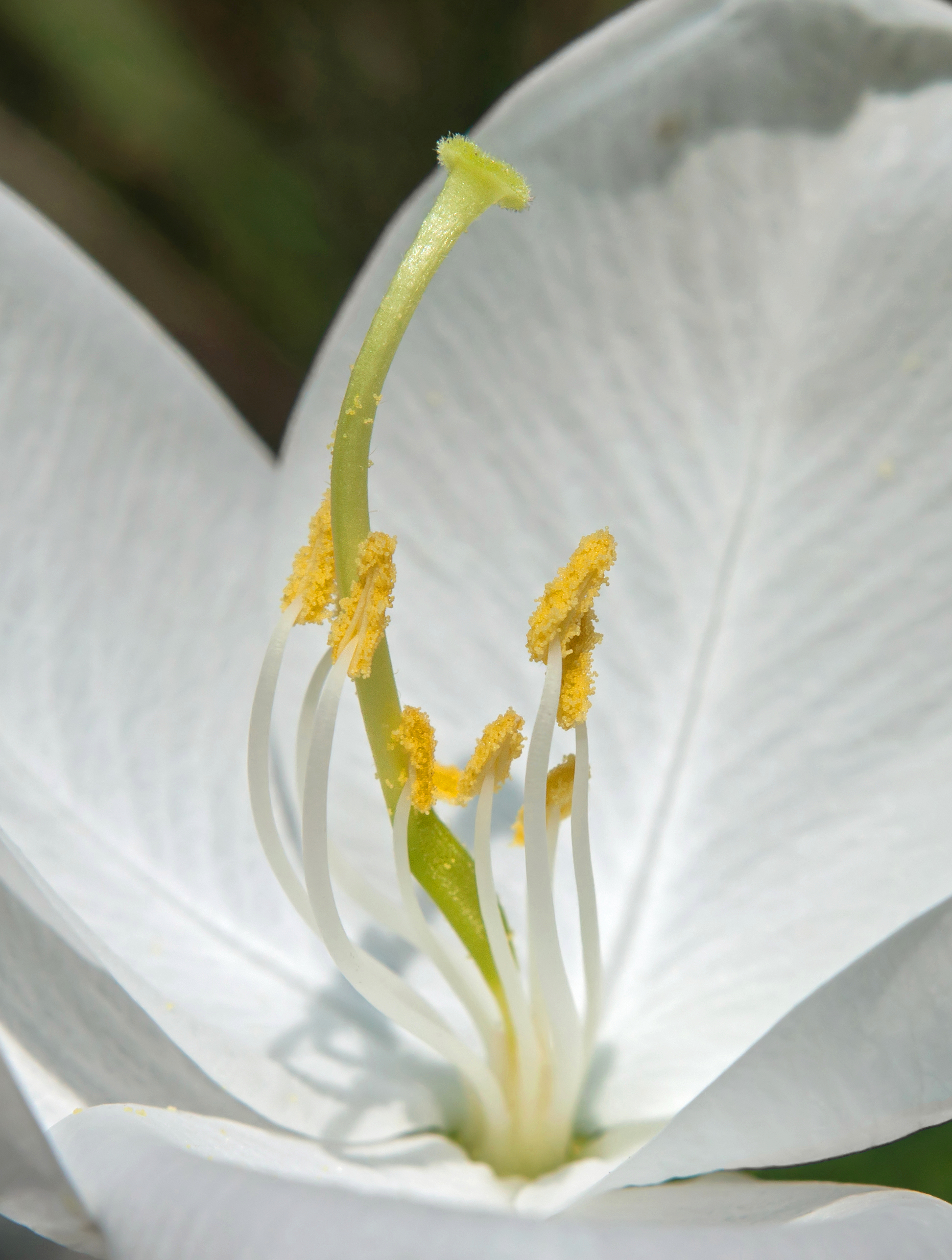
Маточка та тичинки